# Маникорска мармозетка
Маникорската мармозетка (Mico manicorensis) е вид бозайник от семейство Остроноктести маймуни (Callitrichidae).

## Разпространение
Видът е разпространен в Бразилия (Амазонас).